# دول الشمال والبلطيق الثمانية
دول الشمال والبلطيق الثمانية (NB8) أو البلدان النوردية - البلطيقية الثمانية «إن بي 8» هي هيئة تعاون إقليمي تضم الدنمارك، وإستونيا، وفنلندا، وأيسلندا، ولاتفيا، وليتوانيا، والنرويج، والسويد. وفي إطار هذه المجموعة، تُعقد اجتماعات دورية لرؤساء الوزراء، ورؤساء البرلمانات، ووزراء الخارجية، ووزراء الفروع، ووزراء الدولة، والمديرين السياسيين لوزارات الخارجية في دول البلطيق ودول الشمال الأوروبي، بالإضافة إلى مشاورات الخبراء التي تُناقش فيها القضايا الإقليمية والقضايا الدولية الراهنة.

## طالع أيضًا
الاتحاد البالتوسكاندياني أو بالتوسكانديا